# Arènes de Santamaría
Pour les articles homonymes, voir Santamaria (homonymie).
Les arènes de Santamaría sont des arènes pour corrida, situées à Bogota en Colombie.
Elles peuvent contenir 14 500 personnes et ont été construites en 1931.

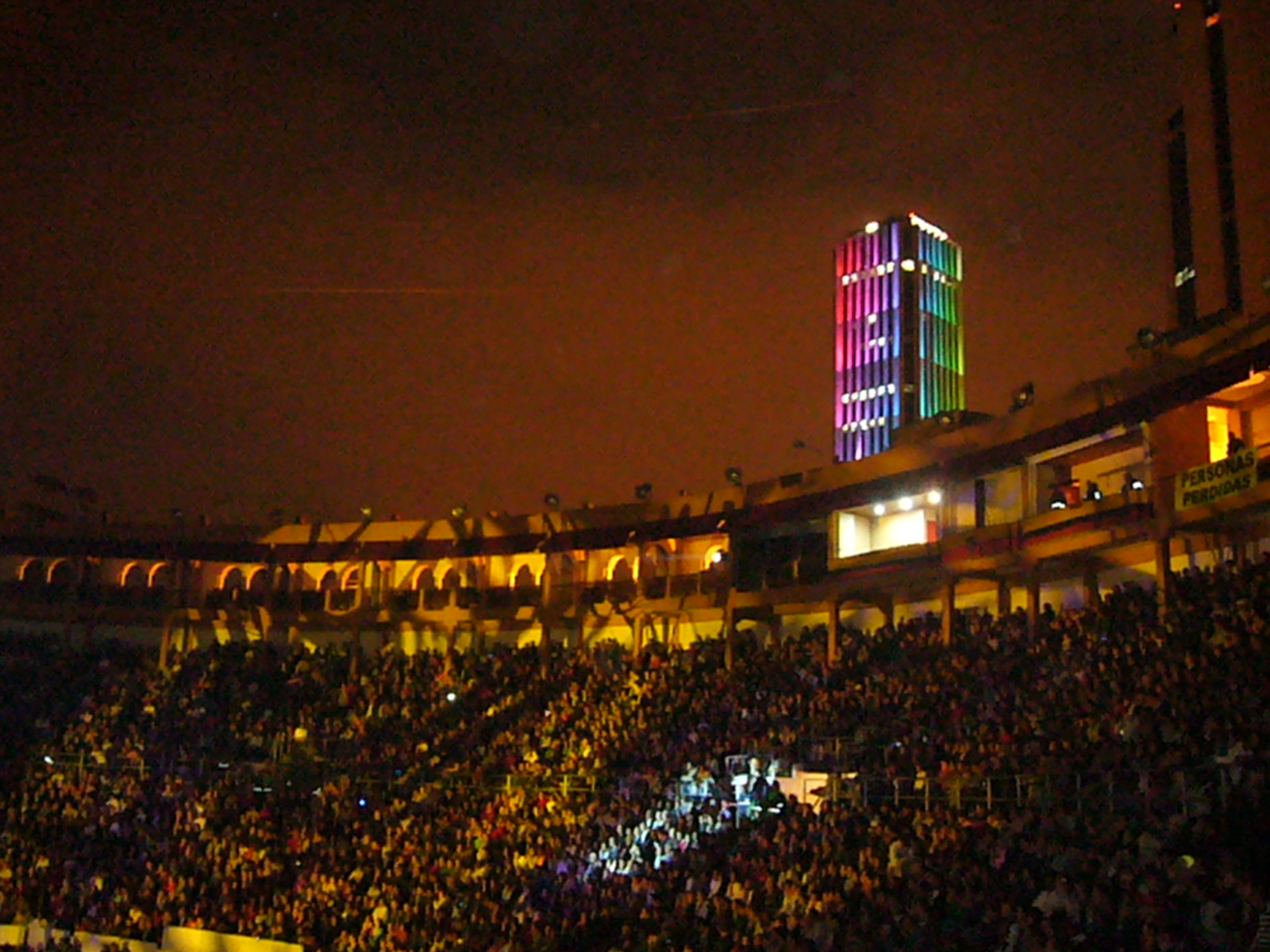
Arènes de Bogota la nuit.